# Lanton
Lanton – miejscowość i gmina we Francji, w regionie Nowa Akwitania, w departamencie Żyronda.
Według danych na rok 1990 gminę zamieszkiwały 3734 osoby, a gęstość zaludnienia wynosiła 27 osób/km² (wśród 2290 gmin Akwitanii Lanton plasuje się na 113. miejscu pod względem liczby ludności, natomiast pod względem powierzchni na miejscu 15.).